# Teresa Zielińska (historyczka)
Teresa Zielińska (ur. 10 maja 1929 w Czemiernikach, zm. 15 lutego 2010 w Warszawie) – polska archiwistka, historyczka gospodarczo-społeczna.

## Życiorys
Była córką Bogdana Rakowskiego, zarządcy majątku ziemskiego i Hanny Czerwińskiej. Po zdanej maturze w 1948 w Liceum Ogólnokształcącym Sióstr Niepokalanek w Szymanowie zaczęła studia na Wydziale Historycznym Uniwersytetu Warszawskiego, które ukończyła w 1952. Następnie podjęła pracę w Archiwum Głównym Akt Dawnych, gdzie pracowała do 2009. Zajmowała się porządkowaniem akt wielkich rodów magnackich m.in. (Radziwiłłów, Branickich, Zamojskich) oraz licznych spuścizn. Swoje doświadczenia wykorzystała do przygotowania wielu artykułów, publikowanych m.in. w Archeionie. Była redaktorką opracowania zbiorowego „Archiwum Główne Akt Dawnych. Informator o zasobie” (wyd. 1992).
W pracy historyka zajmowała się dziejami społeczeństwa szlacheckiego, co zaowocowało rozprawą doktorską pt. „Magnateria polska epoki saskiej. Funkcje urzędów i królewszczyzn w procesie przeobrażenia warstwy społecznej” (wyd. 1977) oraz habilitacyjną „Miasta ludźmi stoją… Szlacheccy właściciele nieruchomości w miastach XVIII stulecia” (wyd. 1987). W 1993 uzyskała tytuł profesora nauk humanistycznych. W 1997 wyszła książka pt. „Poczet polskich rodów arystokratycznych”, na podstawie której otrzymała tytuł profesora zwyczajnego.
Odznaczona była m.in. Złotym Krzyżem Zasługi (1977) Krzyżem Kawalerskim Orderu Odrodzenia Polski (1990).
Była zamężna z architektem Andrzejem Adamem Zielińskim, miała troje dzieci. Zmarła w 2010. Pochowana została na cmentarzu Powązkowskim (kwatera 161-3-3/4/5/6).

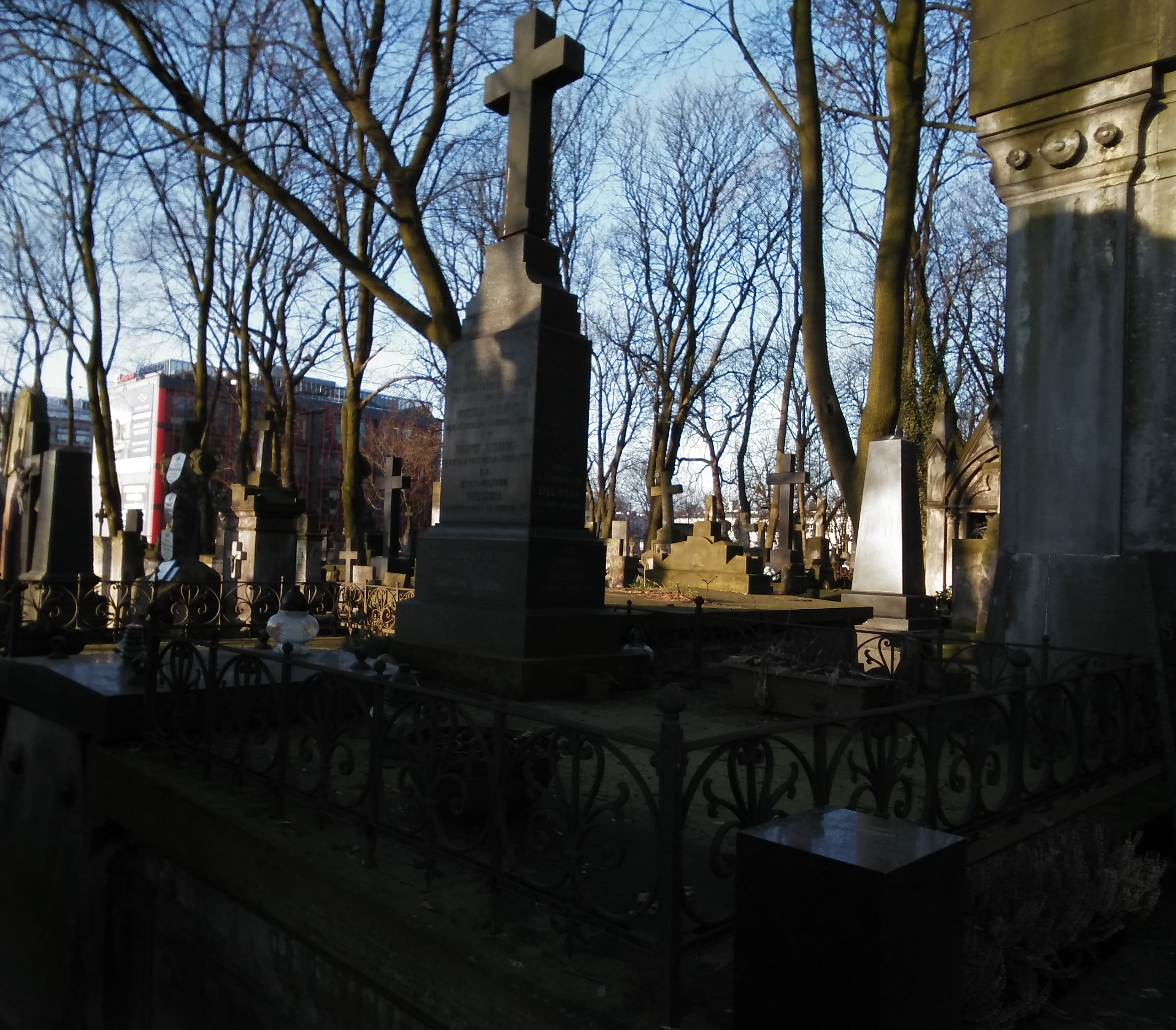
Grób Teresy Zielińskiej na cmentarzu Powązkowskim